# Luigi Capello
Luigi Capello (Intra, 14 de abril de 1859 - Roma, 25 de junho de 1941) foi um general italiano, distinguido tanto na Guerra Ítalo-Turca (1911–12) quanto na Primeira Guerra Mundial.
Durante a Guerra Ítalo-Turca serviu na Cirenaica e participou de operações perto de Derna, comandando uma coluna na ação final da guerra em outubro de 1912.
Durante a Primeira Guerra Mundial foi comandante de vários corpos de exército e liderou as tropas italianas que capturaram Gorizia ( Sexta Batalha do Isonzo ). Em junho de 1917, atingiu o ápice de sua carreira militar quando assumiu o comando do Segundo Exército (Itália) e capturou o Planalto de Bainsizza (Décima Primeira Batalha do Isonzo). Mais tarde, ele foi afastado do comando após a derrota italiana na Batalha de Caporetto (outubro-novembro de 1917). Ele falhou em conter o avanço das tropas imperiais (que incluíam pela primeira vez tropas alemãs enviadas da Frente Ocidental) antes de ser forçado a ceder seu comando por motivos de saúde. Capello foi culpado pela derrota e nunca mais voltou ao serviço.
Apesar da derrota, Luigi Capello foi considerado um dos melhores generais dos aliados na Primeira Guerra Mundial; dotado de personalidade dominante e de caráter inquieto e apaixonado, o general demonstrava inteligência e habilidade tática e estratégica. Impulsionado por um grande espírito ofensivo, ordenou uma série de ataques frontais que custaram altíssimas baixas às suas tropas, mas por isso reconhecido pela sua perspicácia, espírito de iniciativa e capacidade analítica, foi "de longe o melhor dos comandantes do exército italiano". exército".
Após a guerra, ingressou no Partido Nacional Fascista, do qual foi expulso em 1923 devido a suas ligações maçônicas. Mais tarde, ele se envolveu no planejamento de uma tentativa de assassinar Benito Mussolini em 1925 junto com Tito Zaniboni (it), pelo qual foi julgado e condenado a trinta anos de prisão em 1927. Ele foi libertado em 1936, depois de cumprir nove anos.

## Biografia

### Carreira militar
Nascido em Intra, às margens do Lago Maggiore, em relativa pobreza, antes da unificação da Itália, Luigi Capello revelou uma personalidade muito forte que lhe permitiu contornar inúmeros preconceitos sociais. Comissionado como segundo-tenente em 1878, ele mais tarde frequentou a Escola de Guerra. Capello tornou-se coronel em 1910 e comandou o 50º Regimento de Infantaria, Brigada Parma. Com o posto de major-general, assumiu então o comando da Brigada "Abruzzi" designada para a Líbia durante a Guerra Ítalo-Turca onde comandou uma brigada da 4ª Divisão Especial do General Ferruccio Trombi, participando de combates no Derna setor . Promovido a tenente-general em 1914 comandou a 25ª divisão (Cagliari) e depois com a entrada na 1ª Guerra Mundial da Itália, ocorrida em 24 de maio de 1915, foi designado para o 3º Exército.
Ele participou das batalhas no Planalto Karst até ser promovido a tenente-general em 28 de setembro de 1915. Ele então comandou o VI Corpo de Exército enfrentando Gorizia e as alturas de Podgora e de Sabotino . Apesar das inúmeras ofensivas feitas durante a terceira e quarta batalhas do Isonzo, as contra-ofensivas austríacas frustraram os melhores esforços dos italianos. No entanto, sua grande ambição o ajudou a ter sucesso inicialmente durante a Primeira Guerra Mundial, obtendo a vitória na Sexta Batalha do Isonzo, com a conquista da cidade de Gorizia.  Esta foi a primeira vitória italiana de qualquer substância e que fez a estrela de Capello brilhar. O general foi posteriormente objeto de muita inveja, inclusive do general Cadorna.
Graças à conquista de Gorizia, Capello ganhou grande popularidade, tanto entre as classes populares quanto na mídia italiana. A partir daqui, sua carreira experimentou um claro impulso para cima. Agora Cadorna via Capello como um rival sério e, em 7 de setembro de 1916, foi transferido para o comando do XXIII Corpo de Exército.
Ele comandou até nove corpos de exército (entre Monte Rombon e Vipacco ). Como Comandante do 2º Exército soube inovar nas tácticas ofensivas, e em particular, apoiou a criação dos Arditi, tanto que foi alvo de desagrado por parte de outros oficiais do exército, que viam nos Arditi, os Pretorianos de Capello, e no próprio Capello, um general que se cercou de mercenários e de fiéis que lhe eram vassalos, criando rivalidades que o isolariam em Caporetto.
Em 24 de outubro de 1917, tudo desabou. Capello foi colocado ao lado de outros exércitos por Cadorna para repelir a ofensiva austro-alemã liderada pelos generais Otto von Below e Svetozar Borojević . O exército italiano estava despreparado para travar uma batalha defensiva depois de ter conduzido todas as suas operações até então em postura ofensiva), e por desconhecer os métodos inovadores que evitavam que as tropas se atolassem em "terra de ninguém" (a Alemanha tinha desenvolveu uma técnica de luta como a infiltração através do Stosstruppen ). Capello havia negligenciado a organização do Segundo Exército para defesa, o que levou ao colapso total da linha de frente. Tudo isso foi agravado porque a doença o obrigou a abrir mão do comando durante a batalha, desta vez para o general Luca Montuori .
Com a derrota em Caporetto, encerrou-se a carreira militar de Capello. Em 8 de fevereiro de 1918, Capello foi destituído de todos os cargos, submetido a uma Comissão de Inquérito sobre as causas de Caporetto e, por ordem da Comissão, foi aposentado.

### Carreira política
Mais tarde, ele foi um dos primeiros a ingressar no movimento fascista italiano; presidiu o Congresso de Roma em novembro de 1921 e em outubro de 1922 participou da Marcha sobre Roma. Após a votação do Grande Conselho em fevereiro de 1923, que declarou incompatível a adesão tanto ao Fascismo quanto à Maçonaria, Capello declarou abertamente sua filiação maçônica, mas não renunciou aos fascistas. Em 1924 defendeu fisicamente a sede do Grande Oriente da Itália, o Palazzo Giustiniani, dos ataques fascistas. Após a tentativa de assassinato contra Mussolini em 1925, o papel militar de Capello foi marginalizado pelos fascistas. Capello organizou atividades de patrulhamento  perto das sedes da Maçonaria Italiana a que havia aderido durante a década de 1910.
Ele foi preso em Turim sob a acusação de ter participado da organização do ataque fracassado contra Mussolini em 1925 organizado por Tito Zaniboni. Após um julgamento espetacular, em 1927 foi condenado a trinta anos de prisão, mas foi libertado em janeiro de 1936.
Libertado da prisão, passou os últimos anos de sua vida em um apartamento em Roma, onde morreu em junho de 1941. Por decreto de 1947, foi-lhe restituída a totalidade das condecorações militares que lhe tinham sido atribuídas.

### Honras Militares
- Grande Oficial da Ordem Militar de Savoia [17]
- Cavaliere di gran croce dell'Ordine militare di Savoia [18]
- Medalha de bronze ao valor militar [19]
- Ordem da Estrela de Karađorđe com espadas [20]